# Taipa

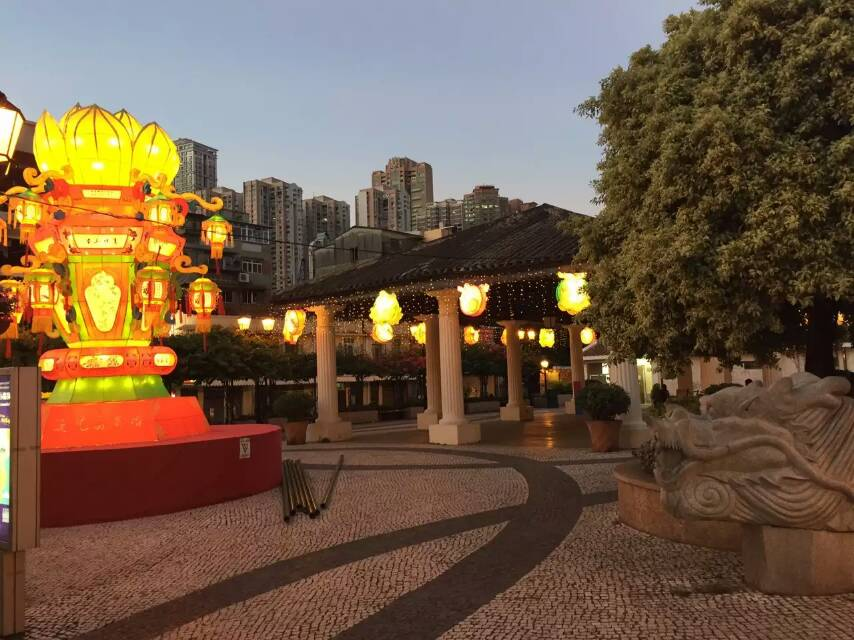
Alter Marktplatz von Taipa

Taipa (chinesisch 氹仔, Pinyin Dàngzǎi, Jyutping Tam2zai2, Yale Táhmjái) beziehungsweise die Freguesia de Nossa Senhora do Carmo (嘉模堂區) ist ein Stadtteil oder nach portugiesischem Vorbild eine Freguesia in der ehemaligen Concelho das Ilhas sowie eine ehemalige Insel Macaus, die durch Landgewinnung heute mit der Nachbarinsel Coloane verbunden ist.
Neben der Altstadt liegen hier auch moderne Bauwerke und Einrichtungen sowie Wohnblocks, der Macau Olympic Complex, die Universität von Macau und der Flughafen Macau. In Taipa lebten 2017 104.700 Menschen auf 7,9 km². Nach portugiesischem Vorbild trägt die Freguesia den Namen der katholischen Kirche im Stadtteil, der Igreja de Nossa Senhora do Carmo, welche entsprechend dem Ehrentitel Unsere Liebe Frau auf dem Berge Karmel der Gottesmutter benannt ist.

## Geographie
Taipa liegt 2,5 km südlich der eigentlichen Halbinsel Macau und ist durch drei Brücken mit ihr verbunden. Das seit der Rückgabe Macaus an die Volksrepublik China entstandene Land, die Zone Cotai, verbindet die südlich gelegene Insel Coloane mit Taipa. Auch Taipa selbst bestand ursprünglich aus zwei einzelne Inseln: Groß- und Klein-Taipa, beide besaßen jeweils einen eigenen Berg. Heute erinnern die Namen der zwei Berge an die zwei ehemaligen Inseln: Im Westen liegt der Taipa Pequena mit 110 Metern Höhe, während im Osten der mit 158 Metern deutlich höhere Taipa Grande zu finden ist. Der heutige Flughafen Macaus ist ebenfalls im Meer entstanden und liegt vor der alten Ostküste Taipas.
Im Zuge der Novos Aterros Urbanos de Macau entstehen an der Nordküste Taipas mehrere neue Landgewinnungen. Demnach sollen im westlichen Teil der Nordküste zwei direkt vorgelagerte Inseln entstehen, die Zonen C und D. Die beiden Teile von Zone E am Hafen von Taipa und dem Flughafen Macau, also weiter östlich, sind bereits fertiggestellt und teils bebaut. Statistisch wird das Gebiet der Universität von Macau, welches Pachtgebiet im festlandchinesischen Zhuhai ist, oft zur Freguesia de Nossa Senhora do Carmo gezählt.

## Geschichte
Die Portugiesen annektierten Taipa 1851. Am 2. Juni 1968 wurde Taipa mit der Nachbarinsel Coloane durch einen künstlichen Isthmus mit einer Länge von 2.200 Metern und einer Breite von 7 Metern verbunden. Noch bis zur Rückgabe an China 1999 blieb es ein ländliches Gebiet mit Entenfarmen und einigen Bootswerften. Dann folgte der Bauboom mit etlichen Plattenbauten. 

## Verkehr
Durch den Flughafen Macau und den Hafen von Taipa ist der Stadtteil gut über die Grenzen Macaus hinaus verbunden. Drei Brücken schließen Taipa zudem an das Straßennetz der Halbinsel Macau im Norden an, der Cotai Strip hingegen stellt eine Verbindung zu Coloane her und verläuft auf dem ehemaligen Isthmus. Mit der Eröffnung der ersten Phase des Macau Light Rapid Transit wird durch den Stadtteil Taipa und die Zone Cotai eine Light rail verlaufen, die später bis nach Coloane und auf die Halbinsel Macau erweitert werden soll.

## Sehenswürdigkeiten

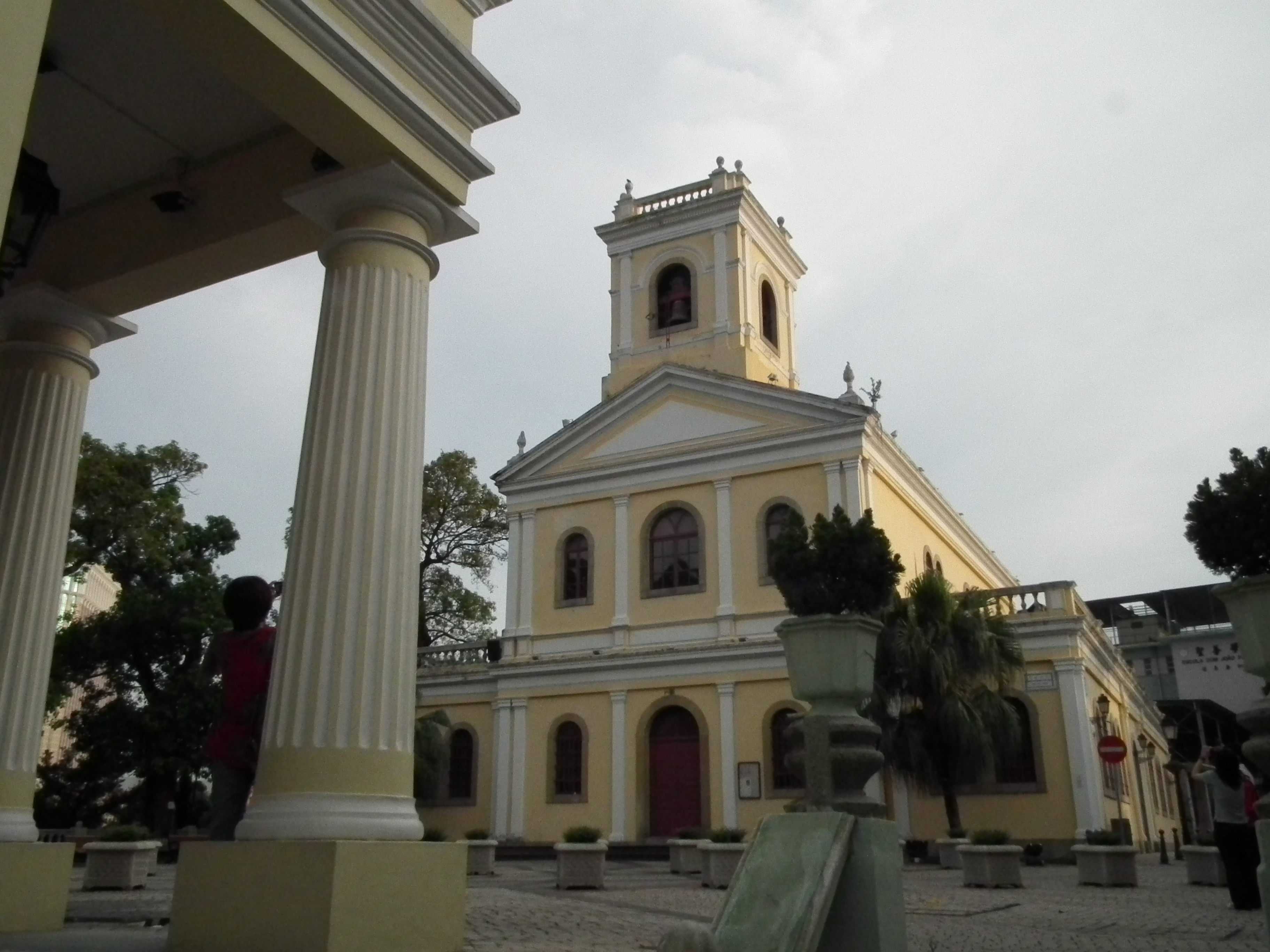
Die namensgebende Igreja de Nossa Senhora do Carmo

Das alte Dorf Taipa liegt an der alten Südküste der Insel, wo heute die Grenze zum durch Landgewinnung geschaffenen Cotai verläuft. Dieses Altstadtgebiet ist heute ein beliebtes Touristenziel in Macau mit historischer portugiesisch-chinesischer Kultur und etlichen Restaurants. Hier befinden sich außerdem das Casas-Museu da Taipa, die 1885 gebaute aktive namensgebende Kirche Nossa Senhora do Carmo (嘉模聖母堂) und vier kleine buddhistische Tempel: Der Tin-Hau-Tempel, der I-Leng-Tempel, der Pak-Tai-Tempel sowie der Kun-Iam-Tempel.

## Persönlichkeiten
- José Lai Hung-seng (* 1946 auf Taipa), emeritierter römisch-katholischer Bischof von Macau